# Глобус (авіакомпанія)
Глобус — колишня російська авіакомпанія, дочірня структура групи компаній «S7 Group», що управляє також S7 Airlines. Утворена в березні 2008 року на базі повітряних суден S7 Airlines, що обслуговують чартерні і регулярні рейси. У серпні 2019 року керівник авіакомпанії оголосив, що S7 Airlines та Globus Airlines об'єднаються до грудня 2019 року, таким чином закривши операції другої авіакомпанії. На початку грудня 2019 року об'єднання було завершено.

## Флот
Повітряний парк компанії складається з повітряних суден Boeing 737-800, раніше експлуатованих S7 Airlines, а також спеціально взятих в оренду.
| Літак          | Кількість | Кількість місць | Примітки                                    |
| -------------- | --------- | --------------- | ------------------------------------------- |
| Boeing 737-800 | 13        | 166 (12/154)    | Компонування Economy Class + Business Class |
| Boeing 737-800 | 6         | 176 (8/168)     | Компонування Economy Class + Business Class |

## Діяльність
Авіакомпанія «Глобус» виконує регулярні перевезення з аеропорту Домодєдово спільно з авіакомпанією Сибір з внутрішніх та деяких міжнародних маршрутах S7 Airlines. Літаки авіакомпанії «Глобус» пофарбовані в кольори S7 Airlines.

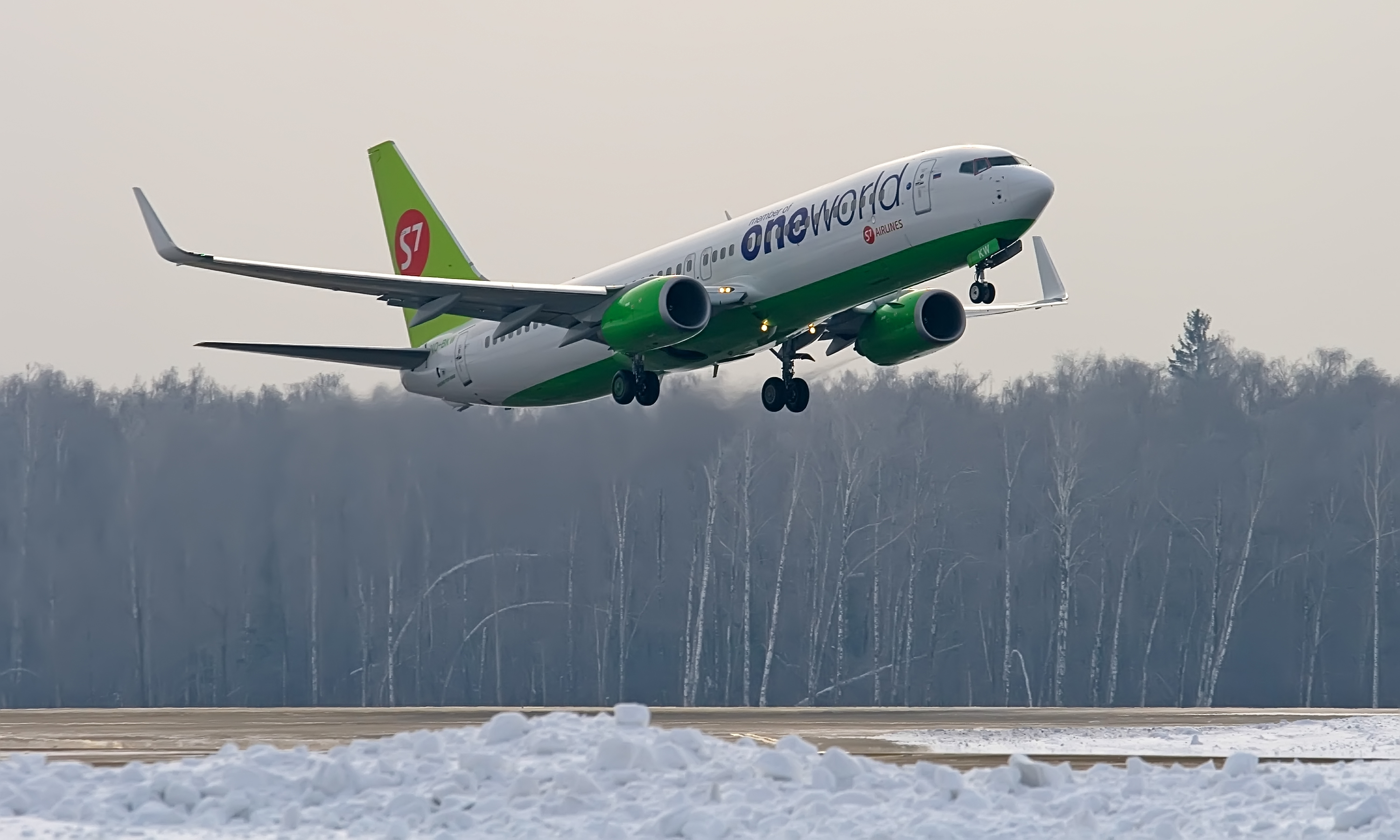
Літак Авіакомпанії "GLOBUS" в лівреї "OneWorld".

Базовий аеропорт — «Домодєдово».

## Маршрутна мережа

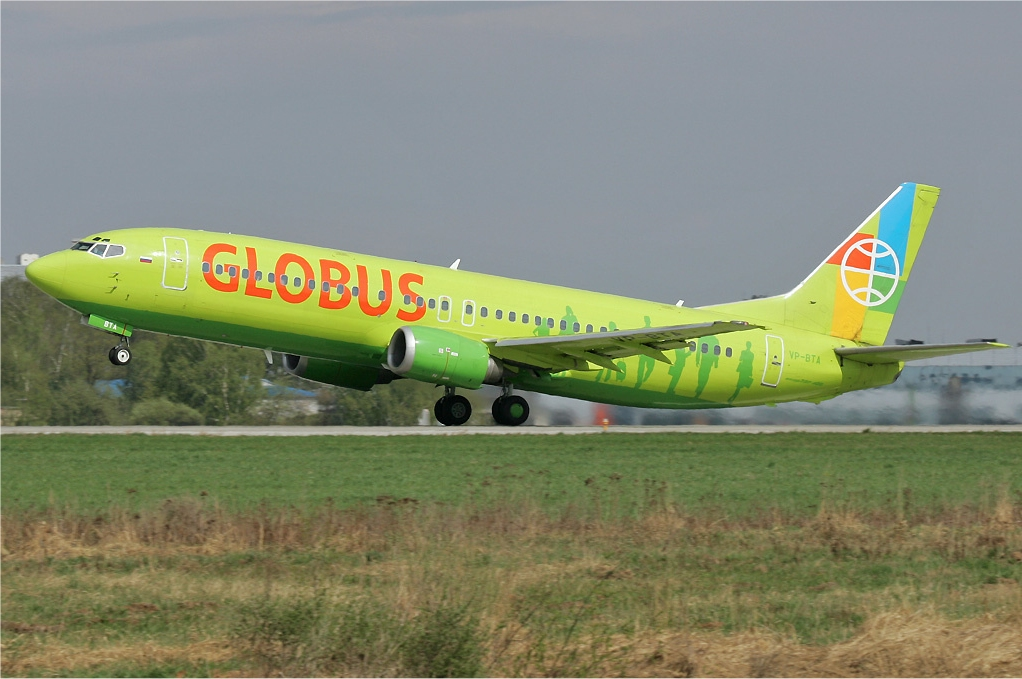
Boeing 737-400 в лівреї «Глобуса»

Карта пунктів призначення авіакомпанії налічує близько 15 міст. По Росії «Глобус» здійснює регулярні рейси в 12 міст. Головним чином, в Анапу, Краснодар, Сочі, Норильськ, Улан-Уде, Читу та інші.